# Bolbelasmus shibatai
Bolbelasmus shibatai is een keversoort uit de familie cognackevers (Bolboceratidae). De wetenschappelijke naam van de soort werd in 1984 gepubliceerd door Masumoto.